# Eleutherotheca concolor
Eleutherotheca concolor är en insektsart som beskrevs av Heinrich Hugo Karny 1907. Eleutherotheca concolor ingår i släktet Eleutherotheca och familjen gräshoppor. Inga underarter finns listade i Catalogue of Life.